# Municipalità locale di Sol Plaatje
Sol Plaatje è una municipalità locale (in inglese Sol Plaatje Local Municipality) appartenente alla municipalità distrettuale di Frances Baard della Provincia del Capo Settentrionale in Sudafrica. 
In base al censimento del 2001 la sua popolazione è di 201.466 abitanti.
La sede amministrativa e legislativa è la città di Kimberley e il suo territorio si estende su una superficie di 1.877 km² ed è suddiviso in 28 circoscrizioni elettorali (wards). Il suo codice di distretto è NC091.

## Geografia fisica

### Confini
La municipalità locale di Sol Plaatje confina a nord con quella di Magareng, a est con quelle di Tokologo e Masilonyana (Lejweleputswa/Free State), a sud con quella di Siyancuma (Pixley ka Seme) e a ovest con quella di Dikgatlong e con il District Management Areas NCDMA09.

### Città e comuni
- Galeshewe
- Kimberley
- Motswedimosa
- Roodepan
- Sol Plaatje

### Fiumi
- Leeu
- Modder

### Dighe
- Koedoesbergdrif Weir/Stuw